# Ecclinusa psilophylla
Ecclinusa psilophylla är en tvåhjärtbladig växtart som beskrevs av Noel Yvri Sandwith. Ecclinusa psilophylla ingår i släktet Ecclinusa och familjen Sapotaceae. Inga underarter finns listade i Catalogue of Life.